# Вила Сан Пјо X (Асколи Пичено)
Вила Сан Пјо X (итал. Villa San Pio X) насеље је у Италији у округу Асколи Пичено, региону Марке.
Према процени из 2011. у насељу је живело 480 становника. Насеље се налази на надморској висини од 39 м.